# Кривая линия (фильм)
«Крива́я ли́ния» (англ. Curve) — американский триллер с элементами ужасов 2015 года режиссёра Иэна Софтли с Джулианной Хаф и Тедди Сирсом в главных ролях.

## Сюжет
По вине автостопщика, спровоцировавшего аварию, молодая женщина оказывается в ловушке в собственном автомобиле.

## В ролях
- Джулианна Хаф — Мэллори Рутледж
- Тедди Сирс — Кристиан Лоутон
- Пенелопа Митчелл — Элла Рутледж
- Мэдалин Хорчер — Кэти Голдман
- Дрю Рауш — помощник шерифа
- Курт Брайант — отец Кэти